# Kerija (řeka)
Kerija je řeka v autonomní oblasti Sin-ťiang na západě ČLR. Úsek se stálým tokem je 530 km dlouhý. Povodí má rozlohu 18 300 km².

## Průběh toku
Pramení v pohoří Kchun-lun a protéká přes něj na horním toku. Na dolním toku se ztrácí v písku pouště Taklamakan.

## Vodní režim
Vyšších vodních stavů dosahuje v létě. Průměrný průtok vody v místech, kde vtéká do Kašgarské roviny činí 18 m³/s.

## Využití
Převážná část vody se využívá na zavlažování.